# El árabe del futuro
El árabe del futuro. Una juventud en Oriente Medio (L'Arabe du futur. Une jeunesse au Moyen Orient en francés) es una novela gráfica autobiográfica creada por el artista franco-sirio Riad Sattouf. La obra cuenta la vida de Sattouf, hijo de una madre francesa y un padre sirio, quien durante sus primeros años radica entre Libia, Siria y Francia. La historia abarca tres décadas, empezando a finales de los años 70.
Dividida en seis volúmenes, hasta finales de 2020 se habían publicado cinco, con el primero lanzado en 2014 y el quinto en octubre de 2020. El primero comprende el periodo de 1978 a 1984, el segundo de 1984 a 1985, el tercero de 1985 a 1987, y el cuarto de 1987 a 1992.
Ha sido traducida a 22 idiomas y ha sido reconocida con varios premios, entre ellos el Gran Premio del Salón del Cómic de Angulema, Francia.
La serie en francés es editada por Allary Éditions mientras que en español la publica Salamandra.

## Sinopsis
Con El árabe del futuro, Riad Sattouf cuenta la vida de su familia que se desarrolla entre Francia, país de su madre, y varios países del Medio Oriente, principalmente Siria, de donde es originario su padre. A lo largo de su relato, la historia de los Sattouf se mezcla con la de la región del padre marcada por dictaduras militares como la de Muamar el Gadafii de Libia, y la de la familia Al-Asad en Siria.
Sin embargo, lo que comienza como un retrato de la vida social, política y cultural de Medio Oriente y sus contrastes con el mundo occidental representado por Francia, en los últimos relatos se concentra más en la historia de la familia del autor y en un secreto que había guardado por muchos años y que en verdad lo impulsaron a iniciar la serie.

### Tomo uno
El primer tomo cuenta la infancia del autor y protagonista, Riad Sattouf, de 1978 a 1984, periodo que incluye la mudanza de la familia de Francia a Libia, donde el padre, Abdel-Razak, encuentra trabajo como profesor de la Universidad de Trípoli, esto luego de obtener su doctorado en la Sorbona. En Libia, el padre, obsesionado por el proyecto del panarabismo, le transmite a su hijo la devoción por los dictadores árabes del momento: Muamar el Gadafi, en primer lugar, y Hafez al-Assad posteriormente cuando la familia migra una vez más en 1984, ahora a Siria, país natal de Abdel-Razak.
En Siria, los Sattouf viven en Ter Maleeh, un pequeño pueblo cerca de Homs, donde Riad conoce a su familia paterna y la vida tradicional del campo. De la misma forma que en su primera experiencia árabe, Clémentine, la madre, una mujer francesa originaria de Bretaña, encuentra dificultades para adaptarse a las costumbres y a comunicarse, dado que no habla árabe y la gente del pueblo no habla francés. 
En esta nueva etapa siria, Abdel-Razak impulsa a su hijo, muchas veces de forma autoritaria, a que sepa convivir con las maneras del mundo moderno pero volteando al mismo tiempo hacia sus orígenes árabes, para convertirse así en "el árabe del futuro".

### Tomo dos
El segundo tomo usa como hilo narrativo el primer año de escuela de Riad en Ter Maleeh, cubriendo así el periodo de 1984 a 1985. Es en esa pequeña escuela rural que el protagonista y narrador, con 6 años de edad, aprende a leer y escribir en árabe. La rudeza de los métodos educativos de sus profesores se combinan con el acoso que sufre por parte de sus primos a causa de sus cabellos rubios y su madre extranjera.

### Tomo tres
El tercer tomo  abarca de 1985 a 1987, periodo en el que Riad vive la experiencia traumática de la circuncisión a la usanza del islam, descubre un modelo a seguir en el héroe de historietas Conan y es testigo de la fatiga de su madre cuyos deseos de regresar a Francia se oponen a los planes trazados por el patriarca de la familia. El tomo concluye con el anuncio del padre de una nueva mudanza, esta vez a Arabia Saudita.

### Tomo cuatro
En la cuarta parte, que abarca de 1987 a 1992, la familia Sattouf se encuentra separada: Riad y sus dos hermanos menores viven en un pequeño pueblo bretón con su madre, cerca de la abuela materna; mientras que el padre vive en Arabia Saudita, donde trabaja como profesor en la universidad de la capital. Riad estudia en la pequeña escuela del pueblo donde los alumnos de todos los grados comparten el mismo salón. La comunicación con el padre es cada vez más escasa y cuando sucede, su único interés es hablar con su primogénito y preguntarle si ha estudiado el Corán y reprocharle que ya no entienda cuando le habla en árabe. 
La madre busca trabajo pero no lo consigue y el dinero que manda el padre no es constante. Un día, sin anuncio previo, el patriarca llega a Bretaña argumentando que esta vez se quedará con la familia y buscará finalmente trabajo en Francia, petición que su esposa le hace desde el principio del periplo familiar por Medio Oriente. Sin embargo, al final del volumen, se descubrirá que las intenciones del Sr. Sattouf no eran asentarse en Francia y que ha mentido sobre algunos asuntos que mantiene en Siria.

### Tomo cinco
En la quinta parte, la familia se encuentra dividida, con el padre en Siria y la madre en Bretaña buscando apoyo legal para concretar su divorcio. Por su parte, Riad continúa en la escuela secundaria donde conoce a Anaïck, una chica de la cual se enamora, y encuentra a un grupo de amigos que lo introduce a autores de ciencia ficción como Lovecraft; en este volumen también comienza a explorar la idea de convertirse en artista gracias a la influencia de una profesora que lo orienta hacia esa disciplina al ver su talento para el dibujo.

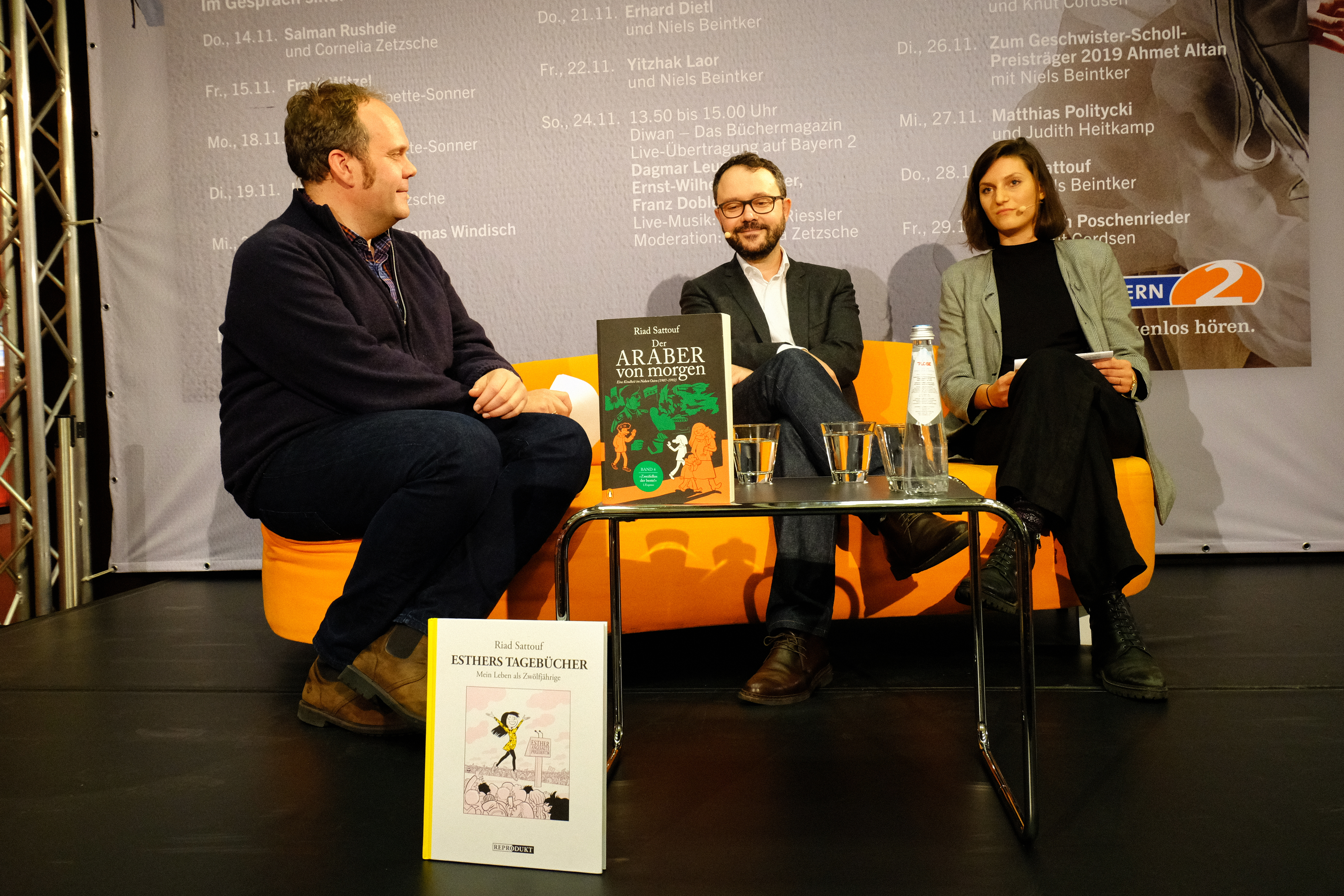
Sattouf en la ed. del 2019 de la Feria del Libro de Múnich; se ven ejemplares de ediciones alemanas: uno de El árabe del futuro y otro de Los cuadernos de Esther.